# ماليتو
ماليتو (بالإيطالية: Maletto)‏ هي بلدة تقع في مقاطعة كاتانيا في صقلية في إيطاليا .

## السكان
في سنة 1861 بلغ عدد السكان 2٬597 نسمة، وتطور العدد ليصل في سنة 2011 لـ 4٬015 نسمة.
يظهر هذا المخطط البياني تطور النمو السكاني لـ ماليتو